# Акатлар Арена
«Акатлар Арена» — многоцелевая крытая арена, расположенная в Акатларе, Стамбул, Турция. Арена является домашней площадкой для баскетбольного клуба Бешикташ. Также предназначен для других мероприятий, таких как концерты.
Муниципалитет Стамбула передал свои права мультиспортивному клубу Бешикташ после строительства и открытия арены в 2004 году.

## Описание
Расположенная на 45 дунамах земли, Акатлар Арена включает в себя шесть теннисных кортов, четыре искусственных поля, крытую парковку, крытый бассейн, фитнес-центр, крупнейший в Турции боулинг-клуб, торговый центр и несколько ресторанов, всё расположено на площади около 8500 м². Также есть кафетерий площадью 120 м², пять буфетов обслуживающие зрителей во время матчей и выставок, VIP-комнаты отдыха, а также три большие и четыре маленькие ложи, в общей сложности на 80 человек.
Арена имеет семь входов (три из них для болельщиков команд гостей), а также отдельный вход и парковку для VIP-персон. С учётом всех мер предосторожности при пожаре, на случай перебоев в подаче электроэнергии также установлен генератор.
В летнее время гости могут пользоваться террасой. Есть четыре разных раздевалки, которые позволяют арене проводить два матча подряд. В каждой раздевалке есть десять душевых кабин, три писсуара, а также отдельные гардеробные и массажные кабинеты. Есть также четыре раздевалки для судей.